# Paripan Wongsa
Paripan Wongsa (thailändisch ปริพรรห์ วงษา; * 19. März 2005) ist ein thailändischer Fußballspieler.

## Karriere

### Verein
Paripan Wongsa erlernte das Fußballspielen in Buriram in der Jugend des Erstligisten Buriram United. Im Juni 2023 wechselte er in die U23-Mannschaft von Buriram. Die Rückrunde der Saison 2023/24 wurde er von der U23 an den Drittligisten Kanchanaburi City FC ausgeliehen. Mit dem Verein aus Kanchanaburi spielte er achtmal in der Western Region der Liga. Hierbei erzielte er fünf Treffer. Nach der Ausleihe kehrte er Ende Juni 2024 nach Buriram zurück. Mit der U23-Mannschaft von Buriram nahm er in der zweiten Jahreshälfte 2024 an der U23-Liga teil. Hier belegte er mit dem Team den zweiten Platz. Am 1. Januar 2025 unterschrieb er in Buriram seinen ersten Profivertrag. Mitte Januar 2025 wechselte er auf Leihbasis zum Zweitligisten Sisaket United FC. Sein Zweitligadebüt für den Verein aus Sisaket gab Paripan Wongsa am 15. März 2025 (29. Spieltag) im Heimspiel gegen den Police Tero FC. Bei der 0:2-Heimniederlage wurde er in der 70. Minute für Ata Inia eingewechselt.

### Nationalmannschaft
Paripan Wongsa nahm 2024 mit der thailändischen U19-Nationalmannschaft an der ASEAN U19 Boys Championship in Indonesien teil. Hier erreichte man das Finale, das man jedoch gegen den Gastgeber Indonesien mit 0:1 verlor. 2025 nahm er mit der U20-Mannscharft an der U20-Asienmeisterschaft in China teil. Hier schied man nach der Gruppenphase aus.

## Erfolge

### Verein
Buriram United U23
- Thailändischer U23-Vizemeister: 2024

### Nationalmannschaft
Thailand U19
- ASEAN U-19 Boys' Championship: 2024 (2. Platz)